# Mitsubishi Space Star (2012)
| Sterne im Euro-NCAP-Crashtest (2013) |

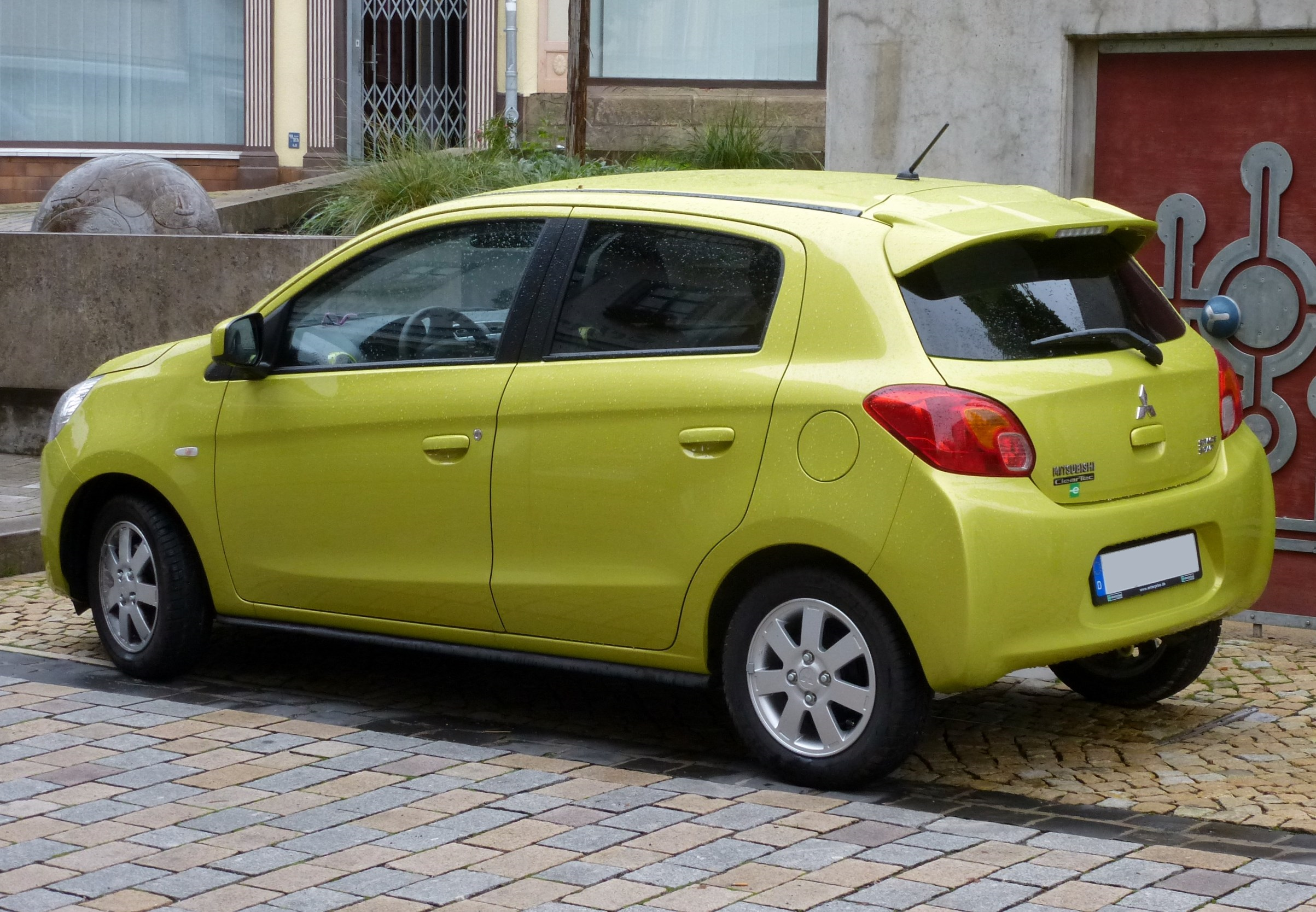
Heckansicht

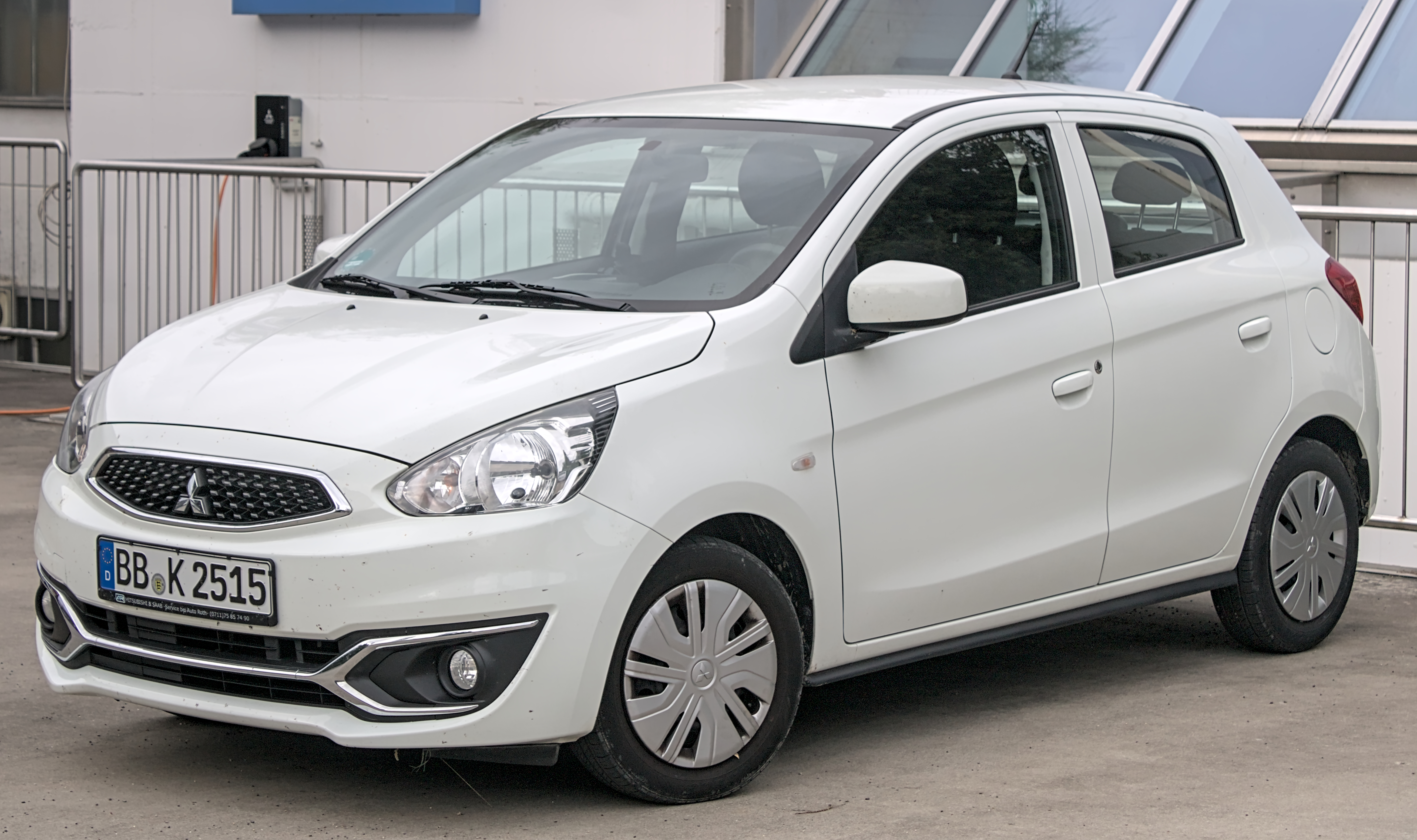
Mitsubishi Space Star (2016–2019)

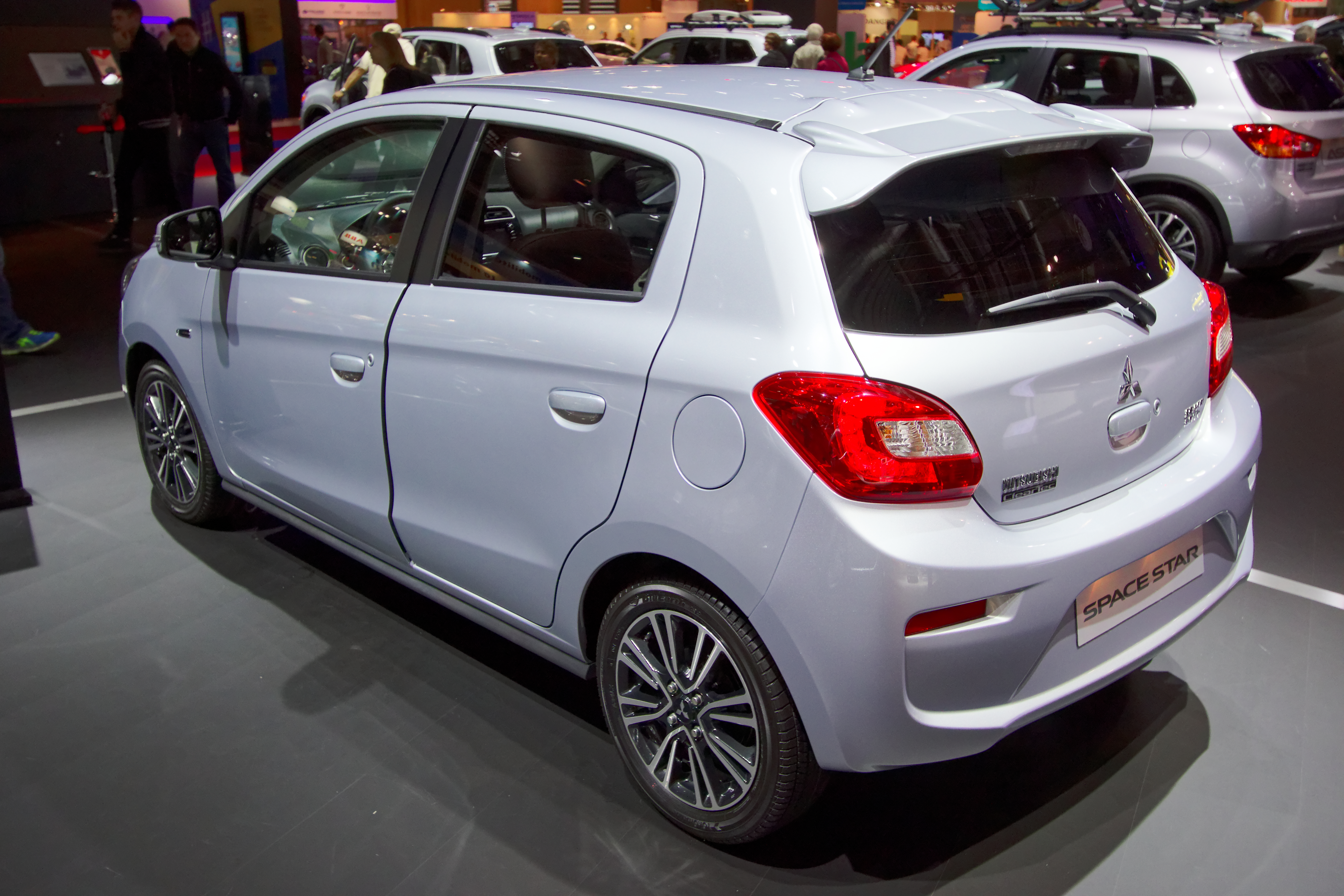
Heckansicht

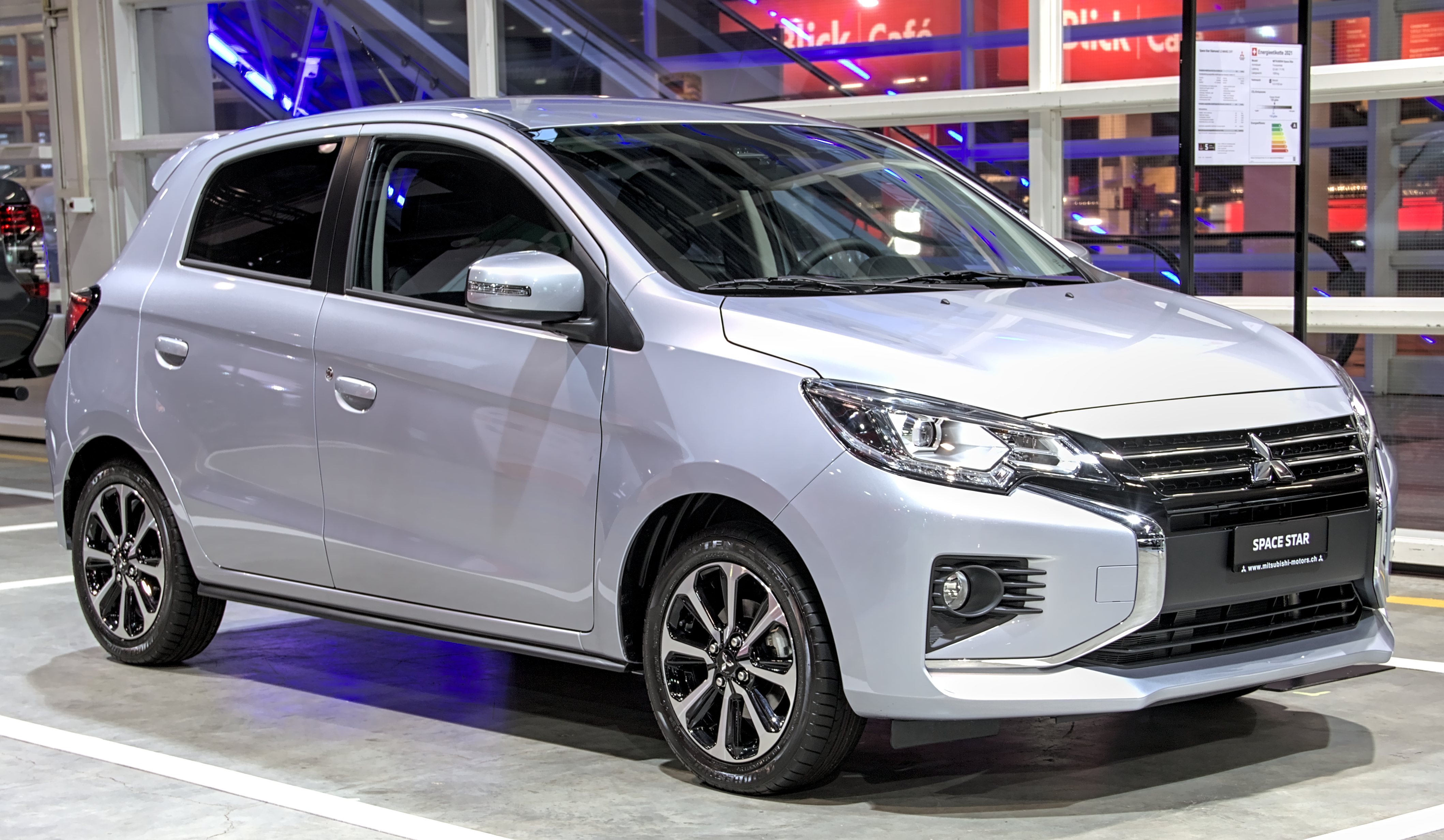
Mitsubishi Space Star (seit 2019)

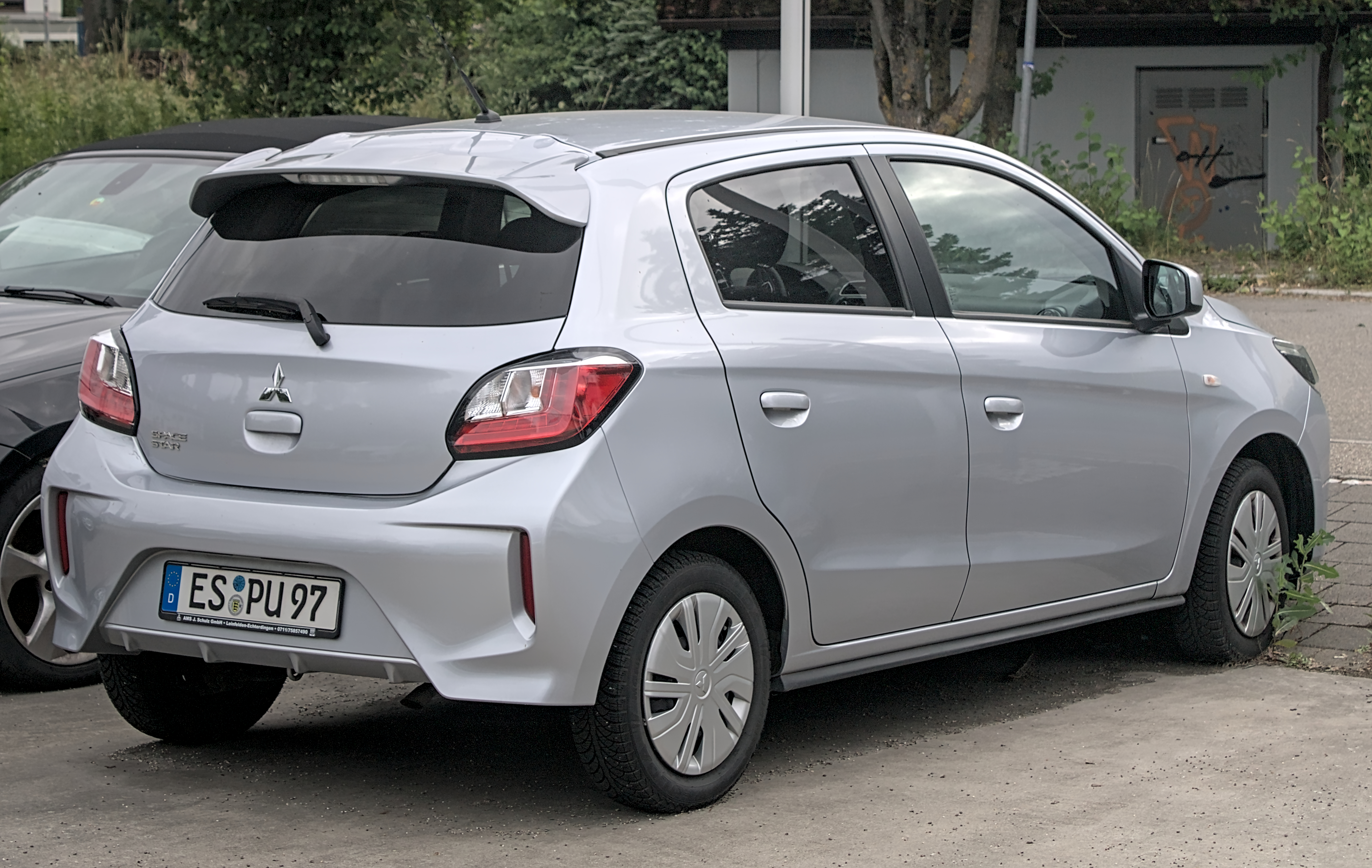
Heckansicht

Der Mitsubishi Space Star ist ein Kleinwagen des japanischen Autoherstellers Mitsubishi Motors und wird als inoffizieller Nachfolger des Mitsubishi Colt beschrieben. Außerhalb Europas wird der Wagen jedoch wie seine Vorgänger als Mitsubishi Mirage bezeichnet. Die Stufenheckversion Mitsubishi Attrage wird in West- und Mitteleuropa in Österreich, der Schweiz, Belgien und Luxemburg angeboten, jedoch nicht in Deutschland.

## Allgemeines
Mitsubishi Motors präsentierte das Konzeptauto des neuen Space Star im Frühjahr 2011 auf dem Genfer Auto-Salon. Das Serienmodell wurde 2011 auf der Tokyo Motor Show unter dem Namen Mirage vorgestellt, die europäische Version Space Star im Herbst 2012 auf dem Pariser Autosalon.
Der Space Star/Mirage wird im thailändischen Werk Laem Chabang Industrial Estate in Chonburi gebaut und in Asien seit dem 28. März 2012 verkauft, seit Februar 2013 auch auf dem europäischen Markt. Zwei Jahre nach Produktionsstart wurde im Februar 2014 die Marke von 200.000 gefertigten Fahrzeugen überschritten, über 16.000 davon konnten in Europa verkauft werden. Im Frühjahr 2016 erhielt der Space Star eine erste Modellpflege, Ende 2019 und 2021 folgten weitere Überarbeitungen. Im Sommer 2024 wurde das Modell vom europäischen Markt genommen, da ab Juli 2024 alle Neuwagen nach EU-Vorgaben mit einer Vielzahl von Assistenzsystemen ausgestattet sein müssen sowie die zum gleichen Zeitpunkt eingeführten UN-Regeln zu Cybersicherheit und Software-Updates von vernetzten Fahrzeugen gelten.

## Positionierung
Der SpaceStar ist ein Kleinwagen mit einer Breite von ca. 1,66 m, einem Radstand von 2,45 m und einer Länge zwischen 3,71 m und knapp 3,85 m und wird beim Kraftfahrt-Bundesamt und beim ADAC in diese Klasse eingestuft. Die außerhalb Deutschlands angebotene Stufenheckvariante Attrage verfügt neben dem größeren Kofferraum auch über einen 10 cm längeren Radstand und wird ebenfalls der Klasse der Kleinwagen zugerechnet. Allerdings bewegt sich der Space Star in der Steilheckvariante eher im unteren Bereich der Größen von Kleinwagen und nicht allzu weit oberhalb der Kleinstwagenklasse. Diese Nähe zur Kleinstwagenklasse spiegelt sich auch in der eher kleinstwagentypischen spärlichen und wenig Auswahl bietenden Motorisierung und in der sehr billigen und schlichten Innenausstattung wider.
In Deutschland gibt es die Ausstattungsversionen Space Star BASIS, Space Star PLUS und Space Star TOP (Stand Ende 2017). Die Basisversion wurde in Deutschland in wiederkehrenden Aktionen, für unter 8000 €, bis etwa 2019 oft auch unter 7000 € angeboten und sollte so der billigste Neuwagen Deutschlands sein. Mitsubishi Motors bewarb diese Preispolitik u. a. mit dem Slogan „Neuwagen zum Gebrauchtwagenpreis“ und in Corona-Zeiten mit „immun gegen teuer“. In Testberichten wird er oft anderen Billigautos gegenübergestellt. Als Wettbewerber gilt kaum ein anderer Kleinwagen, da fast alle sehr niedrigpreisigen Autos aus der Kleinstwagenklasse stammen, v. a. Fiat Panda, Citroën C1, Hyundai i10 und Renault Twingo. Als weiterer Wettbewerber kann der gleichfalls sehr günstige Dacia Sandero aus der Kompaktklasse angesehen werden.
Der Wendekreis beträgt 9,2 m, die Zuladung ca. 400 kg und das Kofferraumvolumen 235 Liter, bei umgeklappter Rücklehne 912 Liter.

## Sicherheit
Im Euro-NCAP-Crashtest erhielt er 2013 vier von fünf möglichen Sternen. Bei der Bewertung der Insassensicherheit von Erwachsenen erhielt er 90 % und bei der Insassensicherheit von Kindern 72 % der maximal möglichen Punkte. Im Bereich Fußgängerschutz erhielt er 73 % der Punkte.

## Motorisierung
Der Space Star wurde bis 2020 von Dreizylinder-Ottomotoren mit 1,0 oder 1,2 Litern Hubraum angetrieben, die 52 kW (71 PS) bzw. 59 kW (80 PS) leisteten. Beide Varianten hatten ein 5-Gangschaltgetriebe, der größere Motor konnte auch mit einem CVT-Automatikgetriebe kombiniert werden. Der Space Star mit 1,0-Liter-Ottomotor hatte einen Normverbrauch (kombiniert) von gut vier Litern. Seit 2021 wird nur noch ein 1,2-Liter-Motor angeboten, jedoch mit 71 PS weiterhin als 5-Gang-Schaltwagen oder mit Automatik.
|                                             | 1.0 MIVEC                  | 1.0 MIVEC                  | 1.0 MIVEC Clear Tec        | 1.0 MIVEC Clear Tec        | 1.2                           | 1.2 MIVEC Clear Tec        | 1.2 MIVEC Clear Tec           |
| Bauzeitraum                                 | 02/2013–08/2018            | 08/2018–09/2020            | 02/2013–08/2018            | 08/2018–09/2020            | seit 09/2020                  | 02/2013–08/2018            | 08/2018–09/2020               |
| Motorkenndaten                              |                            |                            |                            |                            |                               |                            |                               |
| Motortyp                                    | R3-Ottomotor               | R3-Ottomotor               | R3-Ottomotor               | R3-Ottomotor               | R3-Ottomotor                  | R3-Ottomotor               | R3-Ottomotor                  |
| Hubraum                                     | 999 cm³                    | 999 cm³                    | 999 cm³                    | 999 cm³                    | 1193 cm³                      | 1193 cm³                   | 1193 cm³                      |
| max. Leistung                               | 52 kW (71 PS) bei 6000/min | 52 kW (71 PS) bei 6000/min | 52 kW (71 PS) bei 6000/min | 52 kW (71 PS) bei 6000/min | 52 kW (71 PS) bei 6000/min    | 59 kW (80 PS) bei 6000/min | 59 kW (80 PS) bei 6000/min    |
| max. Drehmoment                             | 88 Nm bei 5000/min         | 88 Nm bei 5000/min         | 88 Nm bei 5000/min         | 88 Nm bei 5000/min         | 102 Nm bei 3500/min           | 106 Nm bei 4000/min        | 106 Nm bei 4000/min           |
| Getriebe, serienmäßig                       | 5-Gang-Schaltgetriebe      | 5-Gang-Schaltgetriebe      | 5-Gang-Schaltgetriebe      | 5-Gang-Schaltgetriebe      | 5-Gang-Schaltgetriebe         | 5-Gang-Schaltgetriebe      | 5-Gang-Schaltgetriebe         |
| Getriebe, optional                          | —                          | —                          | —                          | —                          | (CVT-Automatikgetriebe)       | (CVT-Automatikgetriebe)    | (CVT-Automatikgetriebe)       |
| Messwerte                                   |                            |                            |                            |                            |                               |                            |                               |
| Höchstgeschwindigkeit                       | 172 km/h                   | 172 km/h                   | 172 km/h                   | 172 km/h                   | 167 km/h (163 km/h)           | 180 km/h (173 km/h)        | 180 km/h (173 km/h)           |
| Beschleunigung, 0–100 km/h                  | 13,6 s                     | 16,7 s                     | 13,6 s                     | 16,7 s                     | 14,1 s (15,8 s)               | 11,7 s (12,8 s)            | 12,7 s (13,5 s)               |
| Kraftstoffverbrauch auf 100 km (kombiniert) | 4,2 l Super                | 4,6 l Super                | 4,0 l Super                | 4,5 l Super                | 4,5–4,7 l Super (4,6 l Super) | 4,1 l Super (4,3 l Super)  | 4,7–4,9 l Super (5,0 l Super) |
| CO2-Emission (kombiniert)                   | 96 g/km                    | 104 g/km                   | 92 g/km                    | 103 g/km                   | 104–108 g/km (106 g/km)       | 95 g/km (100 g/km)         | 107–111 g/km (114 g/km)       |
| Abgasnorm nach EU-Klassifikation            | Euro 6                     | Euro 6d-TEMP               | Euro 6                     | Euro 6d-TEMP               | Euro 6d                       | Euro 5                     | Euro 6d-TEMP                  |
| Effizienzklasse                             | B                          | C                          | B                          | C                          | C                             | B                          | C (D)                         |

## Zulassungszahlen in Deutschland
Vom Marktstart bis einschließlich Dezember 2024 sind in der Bundesrepublik Deutschland insgesamt 190.388 Space Star neu zugelassen worden. Bis 2018 stiegen die Neuzulassungen der Baureihe stetig an und halten sich seitdem auf einem Niveau von durchschnittlich ca. 1700 Stück pro Monat. Auch im ersten Corona-Jahr 2020, in dem die meisten Hersteller schwere Einbußen hinnehmen mussten, sanken die Neuzulassungszahlen nicht. Obwohl der Space Star 2021 in Deutschland bereits in sein neuntes Verkaufsjahr ging, wurden noch nie zuvor so viele Einheiten neu zugelassen. Ab 2022 sanken die Verkaufszahlen.
|  |

|  |

|  |

|  |

|  |

|  |

|  |

|  |

|  |

|  |

|  |

|  |

|  |

|  |

|  |

|  |

|  |

|  |

|  |

|  |

|  |

|  |

|  |

|  |

|  |

|  |

|  |

|  |

|  |

|  |

|  |

|  |

|  |

|  |

|  |

|  |

|  |

|  |

|  |

|  |

|  |

|  |

|  |

|  |

|  |

|  |

|  |

|  |

|  |

|  |

|  |

|  |

|  |

|  |

|  |

|  |

|  |

|  |

|  |

|  |

|  |

|  |

|  |

|  |

|  |

|  |

|  |

|  |

|  |

|  |

|  |

|  |

|  |

|  |

|  |

|  |

|  |

|  |

|  |

|  |

|  |

|  |

|  |

|  |

|  |

|  |

|  |

|  |

|  |

|  |

|  |

|  |

|  |

|  |

|  |

|  |

|  |

|  |

|  |

|  |

|  |

|  |

|  |

|  |

|  |

|  |

|  |

|  |

|  |

|  |

|  |

|  |

|  |

|  |

|  |

|  |

|  |

|  |

|  |

|  |

|  |

|  |

|  |

|  |

|  |

|  |

|  |

|  |

|  |

|  |

|  |

|  |

|  |

|  |

|  |

|  |

|  |

|  |

|  |

|  |

|  |

|  |

|  |

|  |

|  |

|  |

|  |

|  |

|  |

|  |

|  |

|  |

|  |

|  |

|  |

|  |

|  |

|  |

|  |

|  |

|  |

|  |

|  |

|  |

|  |

|  |

|  |

|  |

|  |

|  |

|  |

|  |

|  |

|  |

|  |

|  |

|  |

|  |

|  |

|  |

|  |

|  |

|  |

|  |

|  |

|  |

|  |

|  |

|  |

|  |

|  |

|  |

|  |

|  |

|  |

|  |

|  |

|  |

|  |

|  |

|  |

|  |

|  |

|  |

|  |

|  |

|  |

|  |

|  | Benziner (190.388) |

|  | Benziner (190.388) |

## Zulassungszahlen in anderen Weltmärkten
In Nordamerika (Kanada, USA und Mexiko) wurden von 2013 bis 2018 insgesamt 213.499 Exemplare des Mitsubishi Mirage und der als Dodge Attitude vermarkteten Stufenheckversion verkauft, davon entfielen durchschnittlich jeweils etwa 60 % auf den Mitsubishi Mirage.

## Sondermodelle
Im Modelljahr 2015 und 2016 bis zum Facelift sowie im Modelljahr 2017 bot Mitsubishi zwei Space Star-Sondermodelle namens „Diamant Edition“ und „Diamant+ Edition“ an.
Für das Modelljahr 2018 hat Mitsubishi zwei Sondermodelle vorgestellt. Sie heißen „100“ für den 1,0-Liter-Motor und „100+“ für den 1,2-Liter-Motor, haben mehr Ausstattung als die Standardmodelle und sind mit einem elektrischen Faltschiebedach erhältlich.